# Philippibank
Koordinaten: 66° 45′ S, 89° 0′ O
Die Philippibank ist eine Bank in der antarktischen Davissee. Sie liegt unweit der Küste des Kaiser-Wilhelm-II.-Lands.
Deutsche Wissenschaftler benannten sie. Namensgeber ist der deutsche Geologe Emil Philippi (1871–1910), ein Mitglied der Gauß-Expedition (1901–1903) unter der Leitung von Erich von Drygalski.